# تأملات لشخص لا يهتم بالسياسة

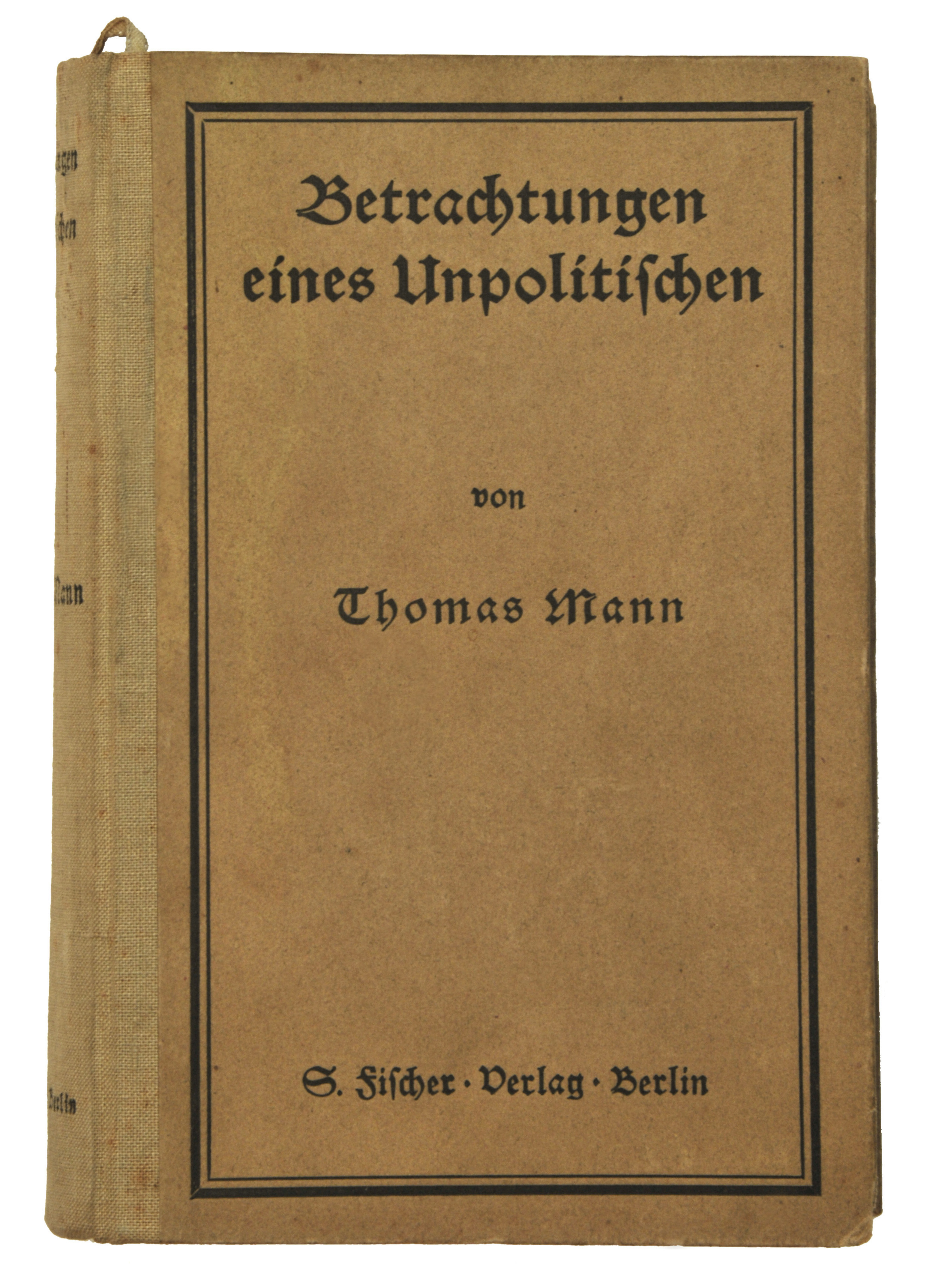
الطبعة الأولى (1918)

تأملات لشخص لا يهتم بالسياسة (بالألمانية: Betrachtungen eines Unpolitischen) مجموعة مقالات سياسية ثقافية للكاتب الألماني توماس مان، كتبها في الفترة من عام 1915 حتى 1918، ونُشرت في عام 1918. الكتاب يتكون تقريباً من 600 صفحة. يدافع توماس مان في هذا العمل عن النظام القيصري القائم في تلك الفترة في ألمانيا بقيادة القيصر فريدرش. مما يؤدي إلى تخاصمه مع أخيه الأكبر الديمقراطي هاينريش مان. لاحقاً تخلى مان عن فكره هذا وأصبح من المدافعين عن الديمقراطية في مؤلفه «ماريو والساحر» (Mario und der Zauberer).

## وصلات خارجية
- تأملات لشخص لا يهتم بالسياسة على موقع الموسوعة البريطانية (الإنجليزية)